# 미국아마추어무선연맹

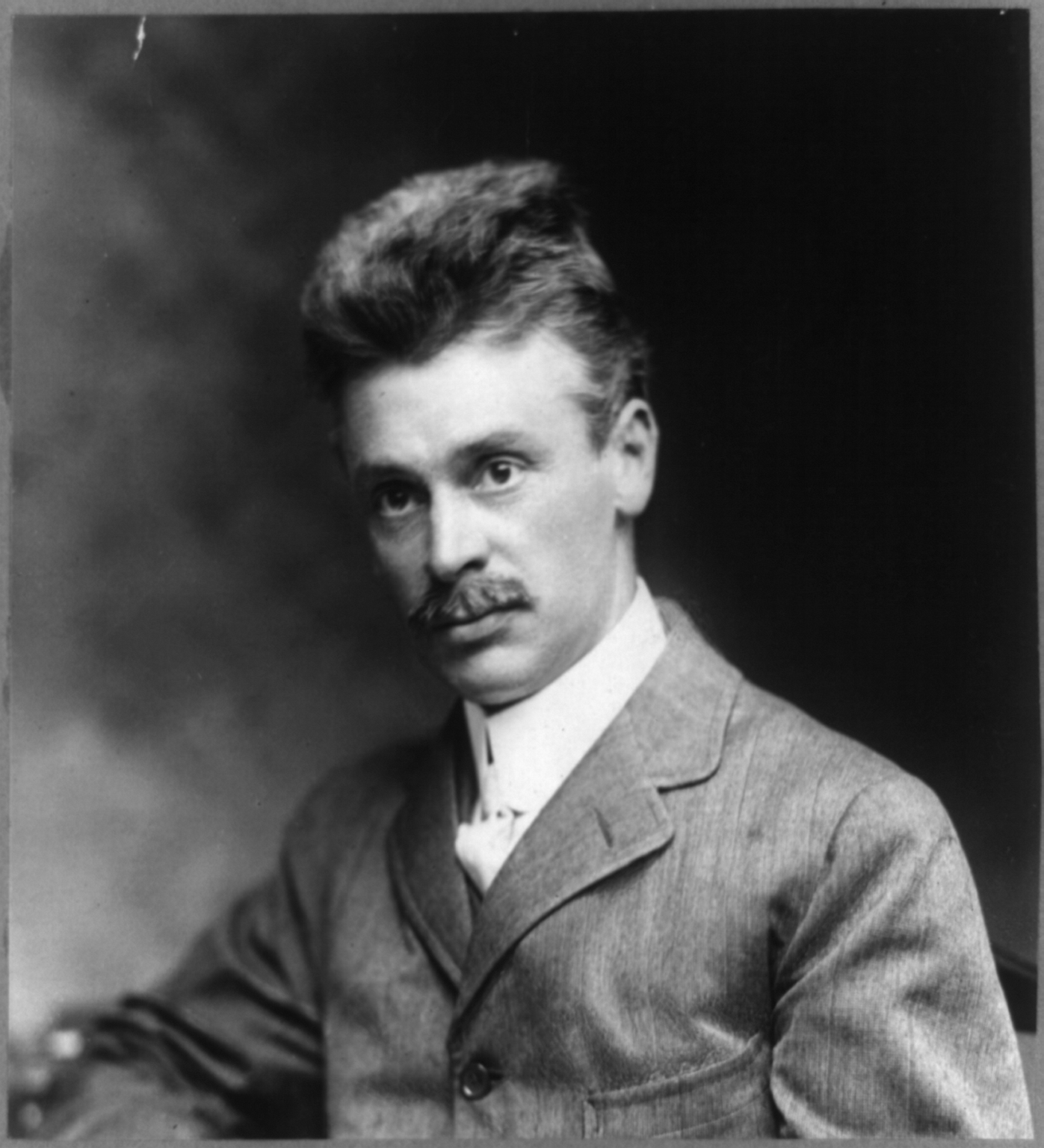
ARRL의 설립자인 Hiram Percy Maxim

미국아마추어무선연맹(ARRL)은 미국 최대의 햄단체이다. 비영리단체이며, 1914년 코네티컷주 하트포드에서 Hiram Percy Maxim이 설립했다.
ARRL은 미국 정부에 대해 햄들의 이익을 대변하고, 햄들에게 기술적인 조언을 한다. ARRL 회원은 약 154,000 명이며, 외국에 사는 회원도 7000명이 넘는다. ARRL은 월간지 QST를 출판한다.

## 같이 보기
- 어레스
- 국제아마추어무선연맹(IARU)
- 한국아마추어무선연맹(KARL)
- National Traffic System
- 레이시스
- W1AW